# Colorazione di Wayson

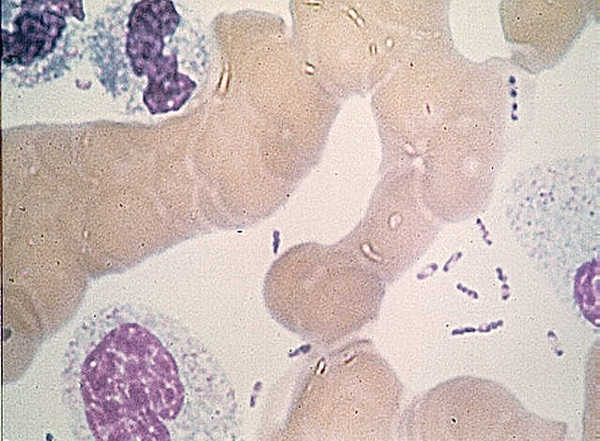
Striscio di sangue prelevato da un paziente con peste bubbonica sottoposto a colorazione di Wayson. Si noti l'aspetto dei bacilli Yersinia pestis a spilla di balia

La colorazione di Wayson è una tecnica istologica che comporta una colorazione microscopica a base di fucsina-blu di metilene, alcol etilico-fenolo. In origine si trattava di una colorazione di blu di metilene modificata utilizzata per diagnosticare la peste bubbonica. Grazie a questa colorazione, il bacillo Yersinia pestis appare viola con un caratteristico aspetto a spilla da balia, dovuto alla presenza di un vacuolo centrale.
La colorazione di Wayson può essere utilizzata, insieme alle colorazioni di Giemsa e di Wright, per rilevare rapidamente potenziali attacchi di guerra biologica. È stata anche proposta come metodo economico e rapido per rilevare la melioidosi. È un'alternativa utile alla colorazione di Gram o Loeffler, in particolare per rilevare la Yersinia enterocolitica che si trova spesso negli alimenti contaminati.